# Levantbulbyl
Levantbulbyl (Pycnonotus xanthopygos) är en fågel i familjen bulbyler inom ordningen tättingar.  Den förekommer i delar av Mellanöstern och är närbesläktad med trädgårdsbulbylen i Afrika. Arten ökar i antal.

## Kännetecken

### Utseende
Levantbulbylen är nära släkt med trädgårdsbulbylen (Pycnonotus barbatus) och likt denna en livlig, social brunaktig långstjärtad fågel, med en kroppslängd på 19–21 centimeter som en liten trast. Levantbulbylen har dock nästan svart huvud som kontrasterar mot den brungrå kroppen, en gråvit ögonring samt citrongul istället för vit undergump. Stjärten är också lite tvärare skuren.

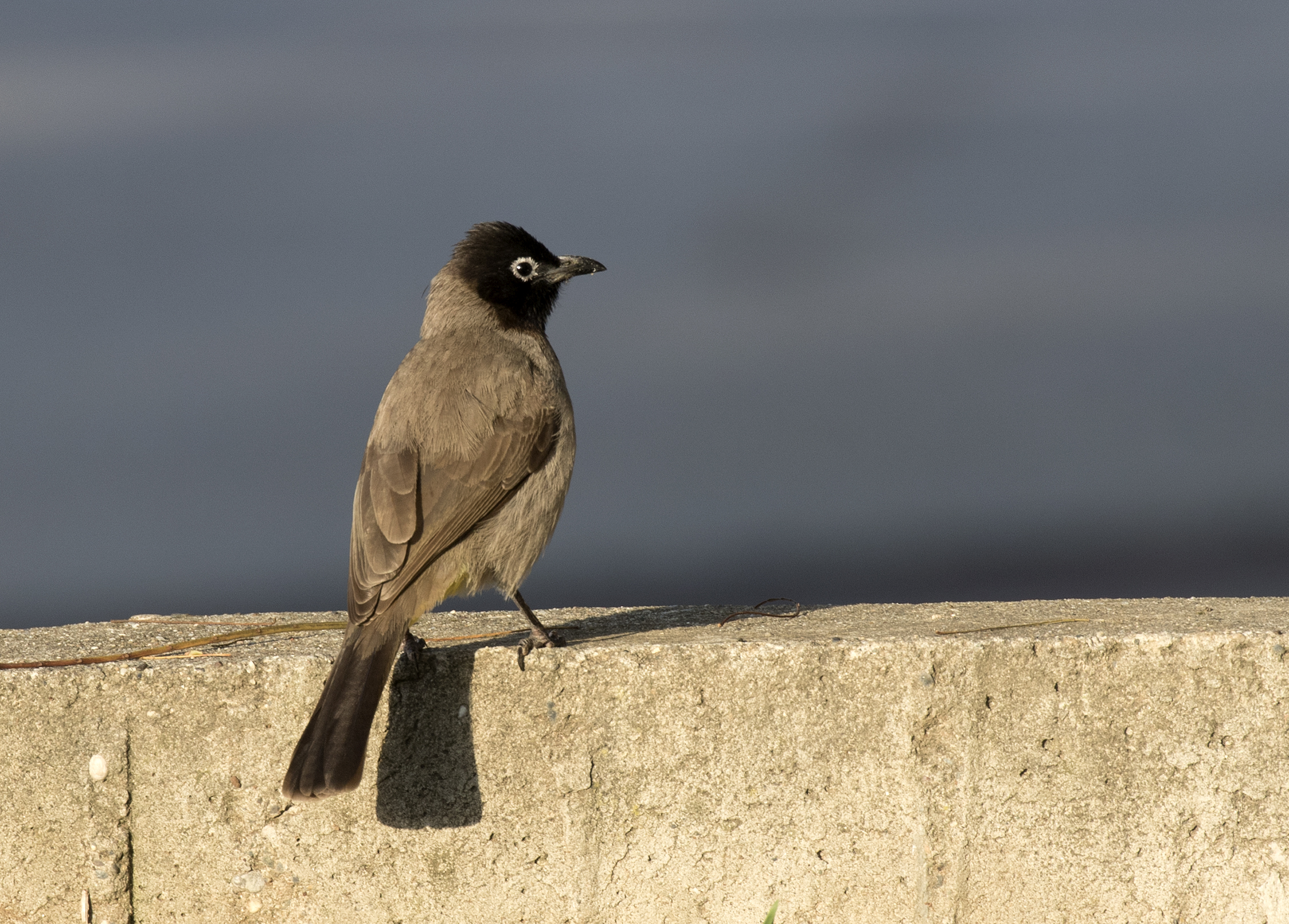
Levantbulbyl i Adana, Turkiet.

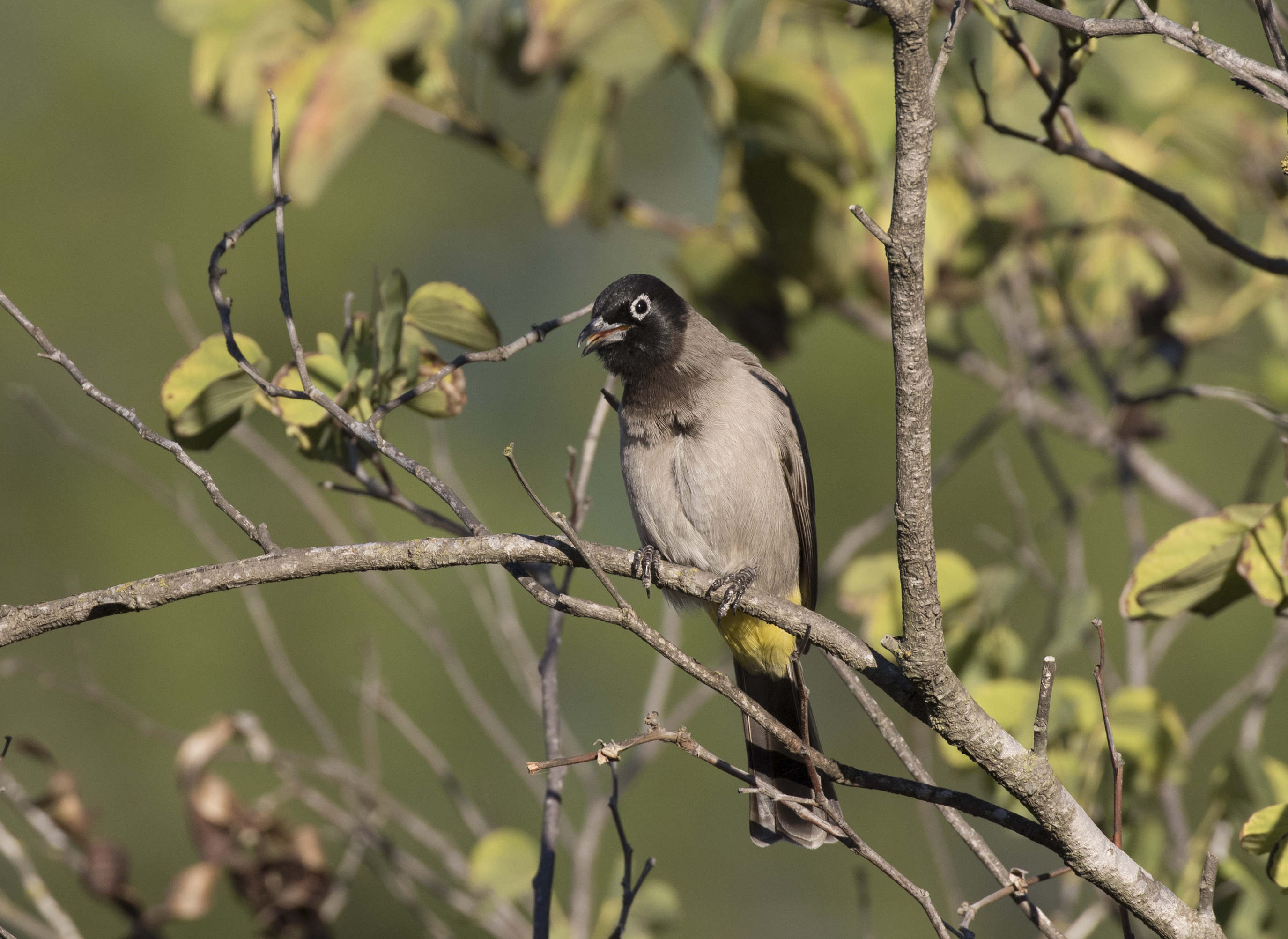

### Läten
Levantbulbylens läten är likt trädgårdsbulbylen mycket ljudlig och liknar denna mycket i sången. Den är dock lugnare framförd och saknar trädgårdsbulbylens ryckighet.

## Utbredning och systematik
Arten förekommer i östra Medelhavsområdet, från sydvästra och sydcentrala Turkiet, västra Syrien, Libanon, Israel och västra Jordanien söderut till nordöstra Egypten (Sinaihalvön. Den finns även på Arabiska halvön i västra, centrala och södra Saudiarabien, Jemen, norra Förenade Arabemiraten samt norra och sydvästra Oman. Den behandlas som monotypisk, det vill säga att den inte delas in i några underarter.

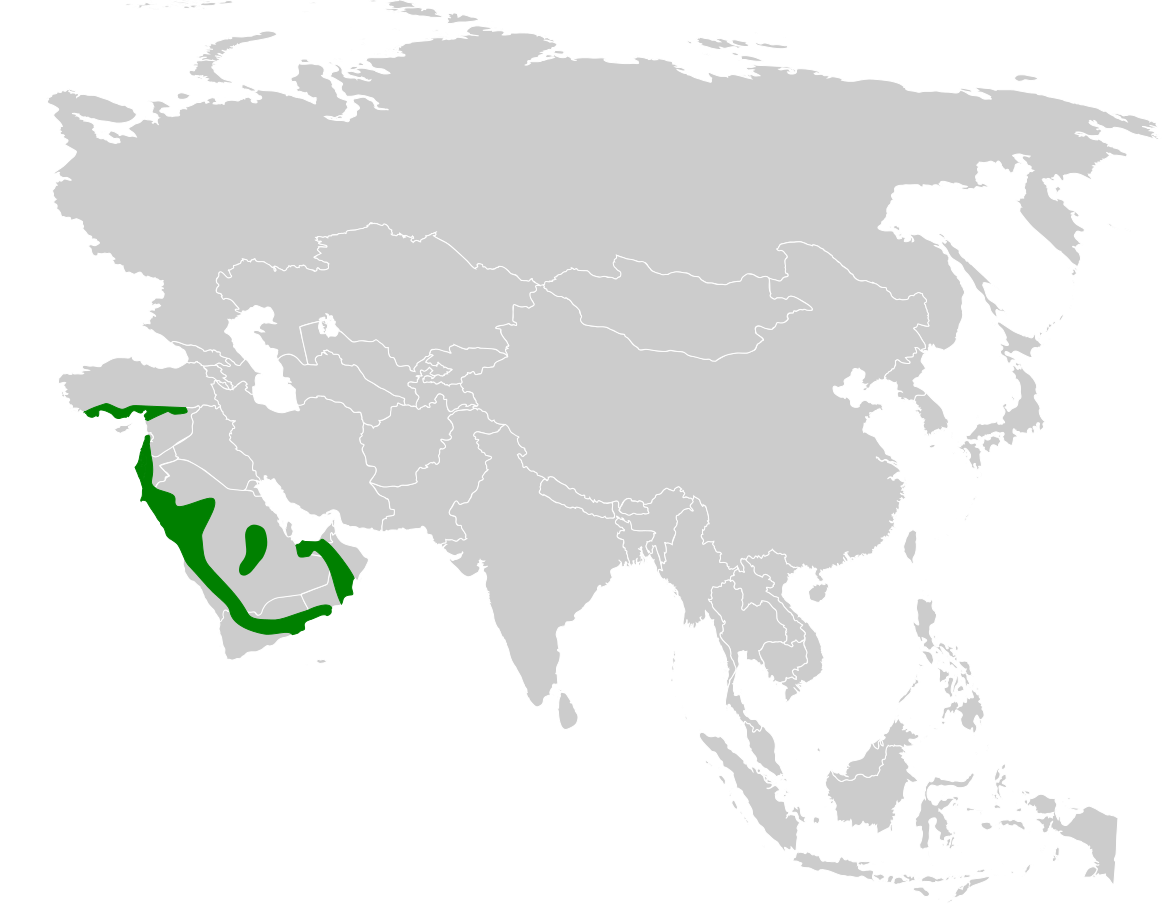
Levantbulbylens utbredningsområde.

## Levnadssätt
Levantbulbylen är lik trädgårdsbulbylen även i vistelseort och vanor. Den ses i palmlundar, wadis med växtlighet och trädgårdar, gärna nära människan, där den ses i små, livliga flockar som man lätt lägger märke till. Fågeln lever mestadels av frukt, men även frön och ryggradslösa djur, mer sällan nektar, löv och blommor.

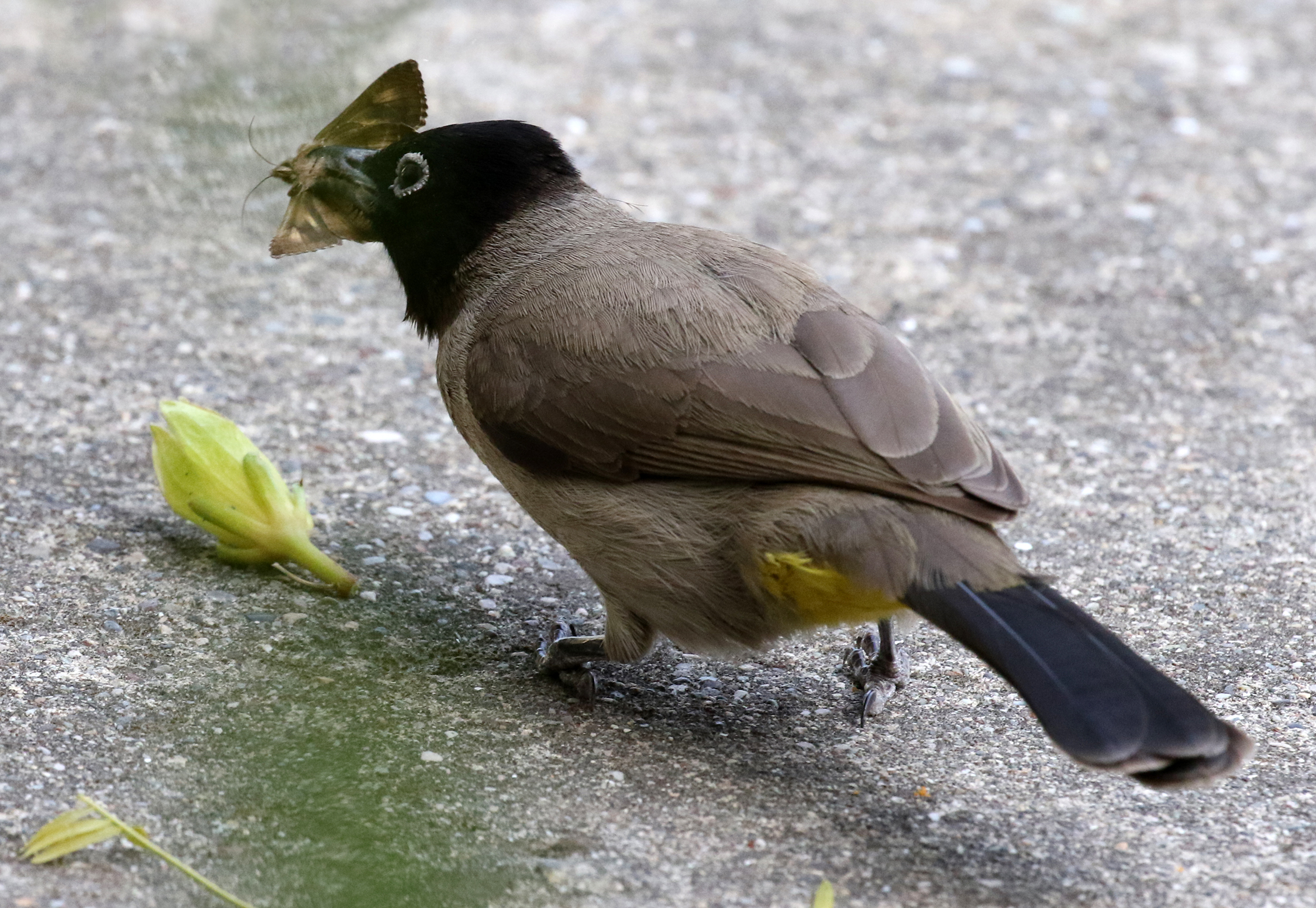
Levantbulbyl ifärd med att äta en fjäril
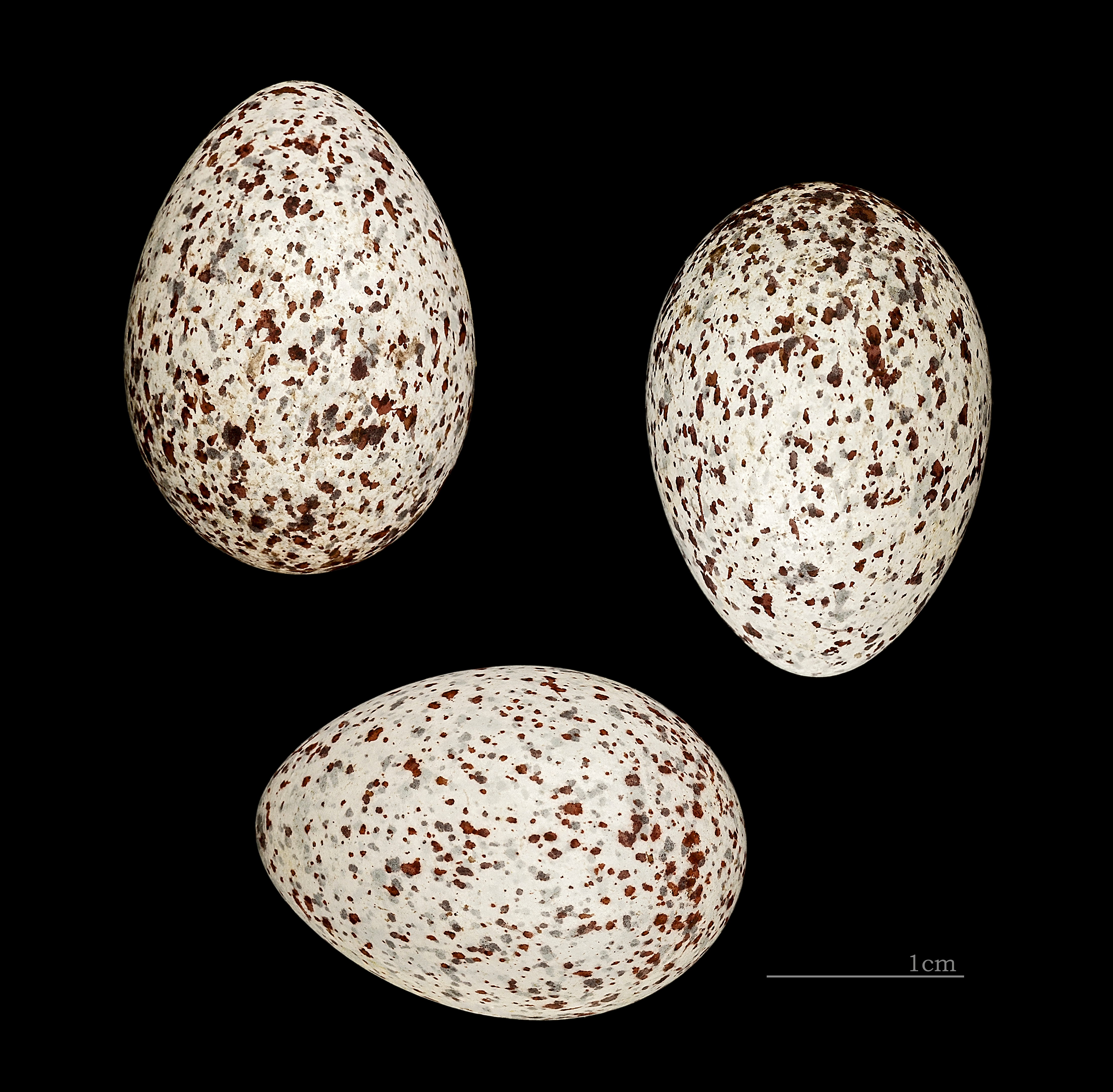
Levantbulbylens ägg.
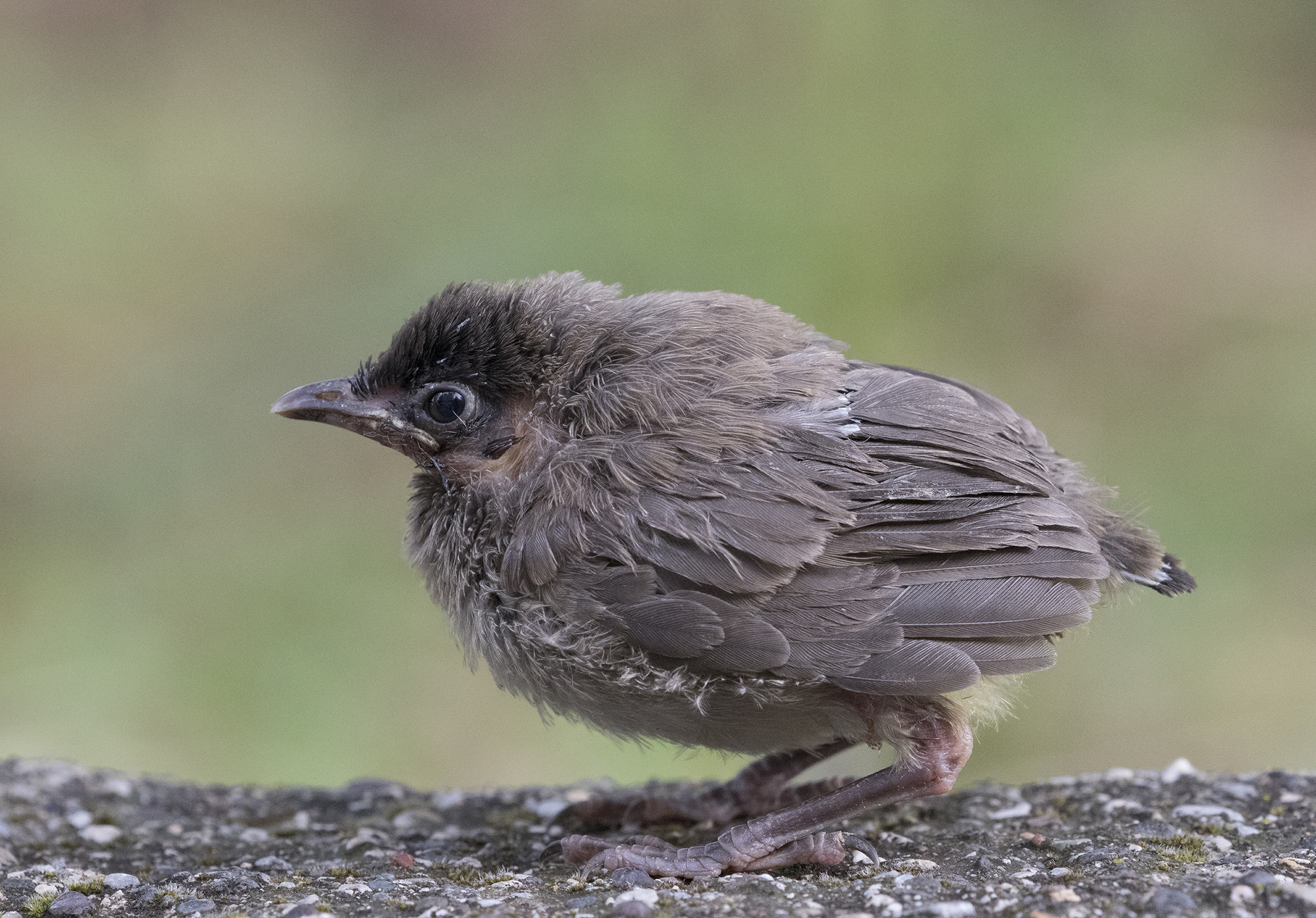
Nyligen flygg levantbulbyl.

## Status och hot
Arten har ett stort utbredningsområde och en stor population, och tros öka i antal. Utifrån dessa kriterier kategoriserar IUCN arten som livskraftig (LC). Världspopulationen uppskattas till sex miljoner häckande individer.